# Stadhouderspoort (Den Haag)
De Stadhouderspoort is een poort die het Binnenhof en Buitenhof in Den Haag met elkaar verbindt. Het is een van de vier (de meest westelijke) nog bestaande poorten van het Binnenhofcomplex.

## Naamgeving
Oorspronkelijk werd de poort de Middelpoort genoemd. Deze hoofdtoegang van het Binnenhof was de enige directe verbinding tussen het Binnen- en Buitenhof. Volgens historicus Jacob de Riemer ontleent het zijn naam eraan dat deze, mogelijk vanaf 1634, toen de andere poorten waren vernieuwd, alleen door de stadhouder gebruikt mocht worden.

## Bouwgeschiedenis
De Stadhouderspoort is een van de oorspronkelijke toegangspoorten van het Binnenhof en haar geschiedenis gaat dan ook terug tot in de middeleeuwen. De poort werd in de loop der eeuwen meerdere malen vernieuwd en aangepast aan de behoeften van die tijd. Het interieur van de huidige poort, de onderdoorgang, werd opgeleverd in 1620. De natuurstenen poortomlijsting aan de kant van het Buitenhof is uitgevoerd in de stijl van de late Gotiek en dateerde oorspronkelijk van een veel oudere datum.

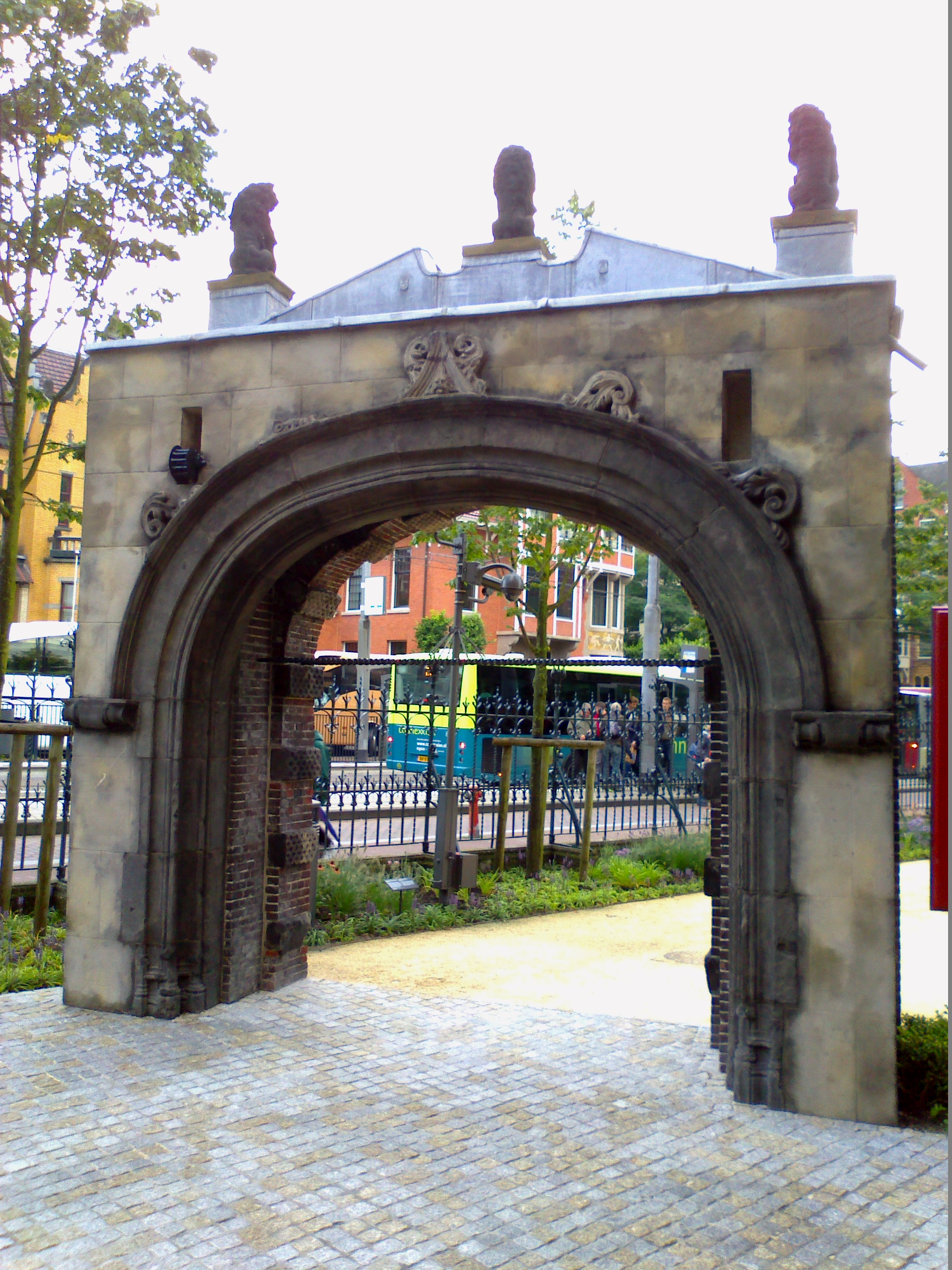
De originele Stadhouderspoort in de achtertuin van het Rijksmuseum Amsterdam, inclusief de kettinggaten voor de ophaalbrug, in 2015

De huidige natuurstenen poortomlijsting van de Stadhouderspoort is een replica uit 1879. De originele poort werd naar Amsterdam verscheept en is tegenwoordig te zien in de sculptuurtuin achter het Rijksmuseum. De poort is daar tegen de rug van een andere poort gemetseld en werd in 2014 gerestaureerd. Zowel de originele Stadhouderspoort als ook de replica zijn tegenwoordig een rijksmonument.

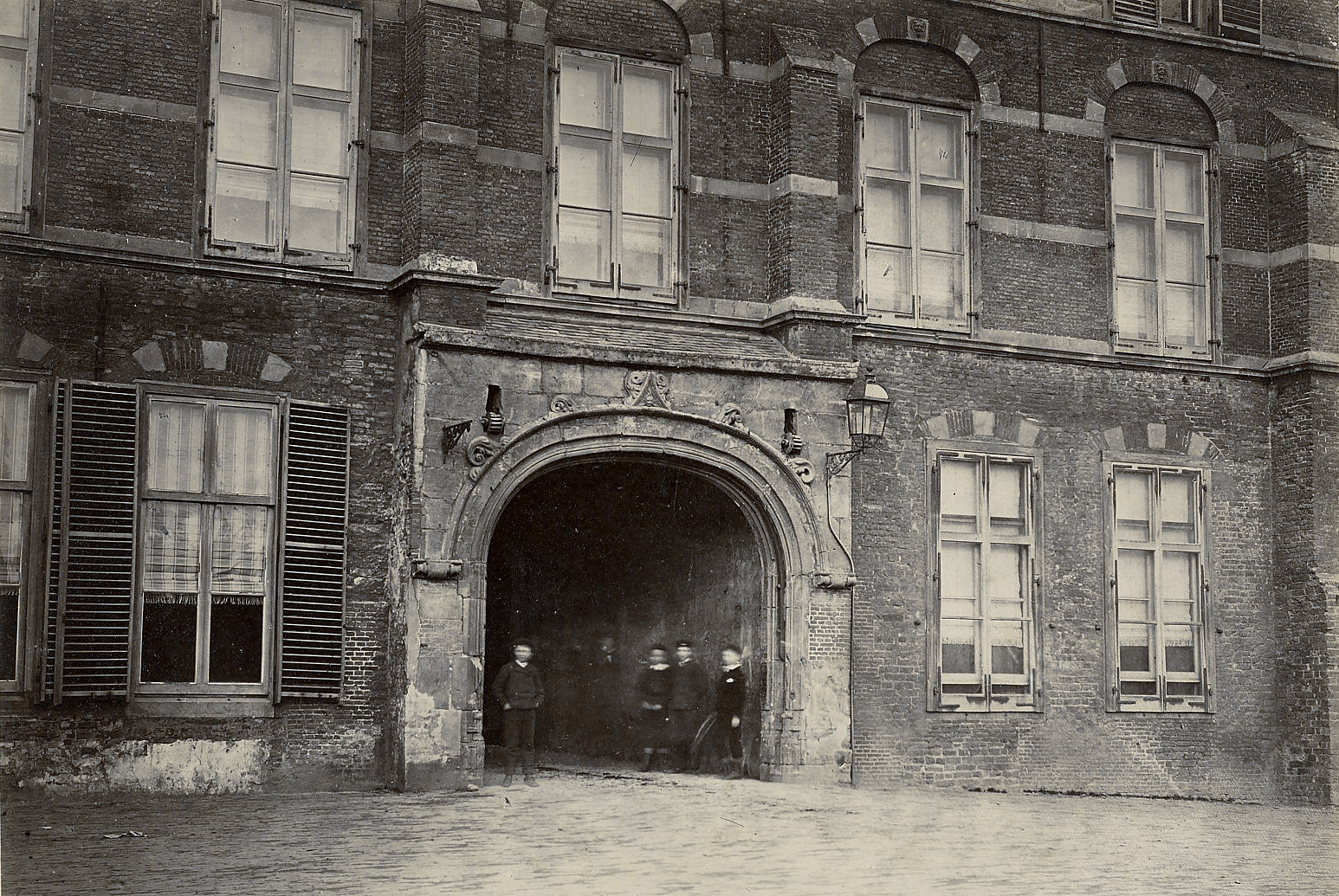
Stadhouderspoort vóór 1879

Bij de poort hoorde ook een ophaalbrug, maar deze verdween toen in 1860 de gracht om het Binnenhof werd gedempt. Bij werkzaamheden in 1879 werd naast de poort een kleiner voetgangerspoortje aangebracht. Dat was nodig omdat vanaf die tijd een tram door de poort over het Binnenhof reed. Omdat de verkeersdruk toenam werd in 1899 een tweede voetgangerspoortje aangebracht aan de andere zijde van de Stadhouderspoort. Daarmee ontstond tevens een meer harmonisch geheel. Sinds 1924 rijdt er geen tram meer door de poort. De binnenzijde betreft nog de toestand uit 1620.

## Oproer van 1786

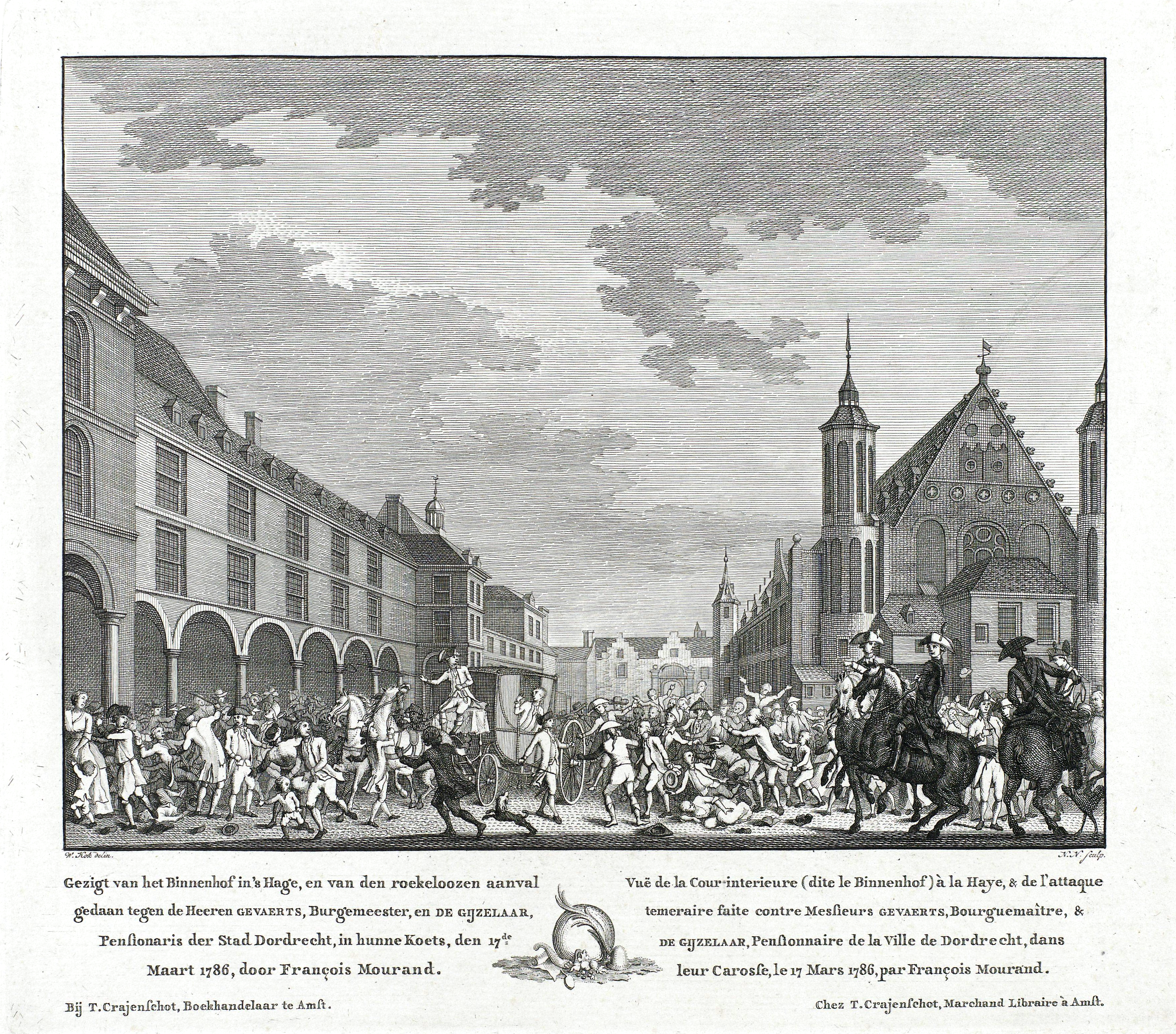
De “aanslag” op de Gedeputeerden van Dordrecht in 1786

In het najaar van 1785 werd door de Staten van Holland besloten dat de poort voortaan geopend zou blijven tijdens de vergaderingen, net als de andere poorten. Oranjegezinde burgers uit Den Haag waren boos dat voortaan ook regenten van de poort gebruik zouden mogen maken.
Op 16 mei 1786 was de eerste gelegenheid dat het besluit ten uitvoer kon worden gebracht, maar geen van de politici waagde het om de Oranjegezinde burgers te trotseren en namen allen de Mauritspoort of de Spuipoort. De dag daarop besloten de afgevaardigden van Dordrecht, burgemeester Ocker Gevaerts en pensionaris Cornelis de Gijselaar, om met hun koets door de Stadhouderspoort te rijden. Dit lukte hun alleen doordat de drossaard met enkele ruiters hen te hulp schoot toen woedende Oranjeaanhangers dit probeerden te verhinderen. De gecommitteerde raden, die uit angst voor de steeds verder groeiende menigte achter gesloten deuren verbleven, gaven de commandant van de Zwitserse Garde de opdracht om desnoods met geweld de orde te herstellen. De Statenvergadering werd vervroegd beëindigd, waarna de afgevaardigden van Dordrecht besloten om wederom met hun koets via de Stadhouderspoort te vertrekken. Nauwelijks was de koets de galerij vóór de doorgang van de poort genaderd toen de menigte de verdere doorgang belette. Hofkapper François Mourand greep de teugels van de paarden en drong de koets terug. Slechts met moeite wist de drossaard met zijn mannen de afgevaardigden te ontzetten en door de poort te helpen. De officieren van de Zwitserse Garde hadden, net als de Dragonders die aan beide zijden van de poort op wacht stonden, de menigte niets in de weg gelegd. Pas toen de koets het Buitenhof opreed besloten zij tot actie over te gaan en te helpen om de menigte te uiteen te drijven.
Na afloop beweerden de militairen dat ze door het gedrang niet hadden kunnen zien wat er zich afspeelde. Mourand werd gearresteerd en afgevoerd naar de hoofdwacht op het Buitenhof en vandaar naar de Gevangenpoort. De volgende dag beklaagden de Dordtse afgevaardigden zich bij de Staten en stonden erop dat de aanstichters zouden worden gestraft. Die besloten dat François Mourand zonder proces kon worden berecht aangezien de “aanslag” voor de ogen van het hoogste gezag had plaatsgevonden. De misdaad kon daarom als bewezen worden geacht. Dientengevolge mocht hij ook niet worden uitgeleverd aan het Hof van Holland. De gecommitteerde raden, daartoe gewettigd door de Staten van Holland, besloten dat Mourand de doodstraf diende te krijgen. En hoewel de vrouw van Mourand in naam van haar zes kinderen om genade smeekte, werd op 24 maart het schavot op het Groene Zoodje voor de executie in gereedheid gebracht. Het hele garnizoen van Den Haag nam positie om eventuele onlusten te bestrijden. De twee Dordtse afgevaardigden, steeds benauwder dat zij net zo onpopulair zouden kunnen worden als de gebroeders De Witt ooit waren geweest, besloten op het laatste moment te verzoeken de terechtstelling niet te laten voltrekken. De straf van Mourand werd omgezet in levenslange opsluiting en hij werd naar het tuchthuis in Gouda overgebracht. Hij zou echter al in 1787 als gevolg van een amnestie van de Staten in vrijheid worden gesteld.
Pas na het einde van de Republiek der Verenigde Nederlanden in 1795 mocht ook de Stadhouderspoort door iedereen gebruikt worden.